# ماجراهای حسابی
ماجراهای حسابی (سرگذشت پیدایش اعداد) کتابی از امید وهابی املش است که در سال ۱۳۸۳ منتشر و در مراسم کتاب سال جمهوری اسلامی ایران به‌عنوان کتاب برگزیده معرفی شد.